# Lakefield (Minnesota)
Lakefield ist eine Stadt im Jackson County im US-Bundesstaat Minnesota. Laut Volkszählung im Jahr 2020 hatte sie eine Einwohnerzahl von 1.735.

## Geografie
Lakefield befindet sich zentral im Süden von Minnesota im Mittleren Westen der Vereinigten Staaten. Knapp 20 Kilometer südlich verläuft die Grenze zu Iowa. Nordwestlich der Stadt liegt der South Heron Lake. Nach Angaben des United States Census Bureau beträgt die Fläche der Stadt 2,8 Quadratkilometer und besitzt nennenswerte Wasserflächen.

## Geschichte
Lakefield wurde mit der Fertigstellung einer Eisenbahnstrecke und dem Bau eines Betriebswerk im Jahre 1879 vom Norweger Anders R. Kile gegründet. Ein Jahr später öffnete das Postamt von Lakefield. Die Stadt erhielt ihren Namen durch den angrenzenden Heron Lake.

## Demografie
Nach den Angaben der Volkszählung 2000 leben in Lakefield 1721 Menschen in 731 Haushalten und 453 Familien. Ethnisch betrachtet setzt sich die Bevölkerung aus 99 Prozent weißer Bevölkerung sowie kleineren Minderheiten zusammen. 0,9 Prozent der Einwohner zählen sich zu den Hispanics.
| 1970  | 1980  | 1990  | 2000  | 2020  |
| ----- | ----- | ----- | ----- | ----- |
| 1.820 | 1.845 | 1.679 | 1.721 | 1.735 |

In 28,0 % der 731 Haushalte leben Kinder unter 18 Jahren, in 53,4 % leben verheiratete Ehepaare, in 6,4 % leben weibliche Singles und 37,9 % sind keine familiären Haushalte. 34,1 % aller Haushalte bestehen ausschließlich aus einer einzelnen Person und in 20,8 % leben Alleinstehende über 65 Jahre. Die durchschnittliche Haushaltsgröße liegt bei 2,24 Personen, die von Familien bei 2,88.
Auf die gesamte Stadt bezogen setzt sich die Bevölkerung zusammen aus 23,0 % Einwohnern unter 18 Jahren, 6,0 % zwischen 18 und 24 Jahren, 23,8 % zwischen 25 und 44 Jahren, 21,4 % zwischen 45 und 64 Jahren und 25,8 % über 65 Jahren. Der Median beträgt 43 Jahre. Etwa 53 % der Bevölkerung ist weiblich.
Der Median des Einkommens eines Haushaltes beträgt 31.250 USD, der einer Familie 37.898 USD. Das Pro-Kopf-Einkommen liegt bei 26.875 USD. Etwa 9,0 % der Bevölkerung und 5,5 % der Familien leben unterhalb der Armutsgrenze.

## Verkehr
Durch Lakefield verläuft in Nord-Süd-Richtung die Minnesota State Route 86. Einige Kilometer südlich trifft diese auf den Interstate 90.